# Manulea robusta
Manulea robusta är en flenörtsväxtart som beskrevs av Pilger. Manulea robusta ingår i släktet Manulea och familjen flenörtsväxter. Inga underarter finns listade i Catalogue of Life.